# Eleccions a l'Assemblea de Madrid d'octubre de 2003
Les eleccions a l'Assemblea de Madrid d'octubre de 2003 es van celebrar a la Comunitat de Madrid el diumenge, 26 d'octubre, d'acord amb el Decret de convocatòria realitzat el 29 d'agost de 2003 i publicat al Butlletí Oficial de la Comunitat de Madrid el dia 30 d'agost. Es van elegir 111 diputats per a la setena legislatura de l'Assemblea de Madrid.

## Resultats
Tres candidatures van obtenir representació: el Partit Popular va obtenir 1.346.588 vots (57 diputats), el Partit Socialista Obrer Espanyol 1.083.205 vots (39 diputats) i Esquerra Unida de la Comunitat de Madrid 236.013 vots (9 diputats). Els resultats complets es detallen a continuació:
| Candidatura                                       | Candidatura                                       | Vots      | %                     | Escons                |
| ------------------------------------------------- | ------------------------------------------------- | --------- | --------------------- | --------------------- |
|                                                   | Partit Popular                                    | 1.346.588 | 4.848,00              | 57                    |
|                                                   | Partit Socialista Obrer Espanyol                  | 1.083.205 | 3.900,00              | 45                    |
|                                                   | Esquerra Unida de la Comunitat de Madrid          | 236.013   | 850,00                | 9                     |
| Els Verds de la Comunitat de Madrid               | Els Verds de la Comunitat de Madrid               | 14.067    | 51,00                 | 0                     |
| Els Verds de Madrid                               | Els Verds de Madrid                               | 12.665    | 46,00                 | 0                     |
| Ciutadans en Blanc                                | Ciutadans en Blanc                                | 8.111     | 29,00                 | 0                     |
| Nou Socialisme                                    | Nou Socialisme                                    | 6.176     | 22,00                 | 0                     |
| Democràcia Nacional                               | Democràcia Nacional                               | 3.694     | 13,00                 | 0                     |
| Partit Família i Vida                             | Partit Família i Vida                             | 2.326     | 8,00                  | 0                     |
| La Falange                                        | La Falange                                        | 2.212     | 8,00                  | 0                     |
| Falange Espanyola de las JONS                     | Falange Espanyola de las JONS                     | 2.036     | 7,00                  | 0                     |
| Partit Comunista dels Pobles d'Espanya            | Partit Comunista dels Pobles d'Espanya            | 1.894     | 7,00                  | 0                     |
| Partit del Mutu Suport Romàntic                   | Partit del Mutu Suport Romàntic                   | 1.504     | 5,00                  | 0                     |
| Partit de l'Associació de Vídues i Esposes Legals | Partit de l'Associació de Vídues i Esposes Legals | 1.461     | 5,00                  | 0                     |
| Esquerra Republicana                              | Esquerra Republicana                              | 1.396     | 5,00                  | 0                     |
| Partit Humanista                                  | Partit Humanista                                  | 1.323     | 5,00                  | 0                     |
| Partit Regional Independent Madrileny             | Partit Regional Independent Madrileny             | 1.255     | 5,00                  | 0                     |
| Terra Comunera-Partit Nacionalista Castellà       | Terra Comunera-Partit Nacionalista Castellà       | 1.135     | 4,00                  | 0                     |
| Una Altra Democràcia és Possible                  | Una Altra Democràcia és Possible                  | 904       | 3,00                  | 0                     |
| Partit Unitat Ciutadana                           | Partit Unitat Ciutadana                           | 776       | 3,00                  | 0                     |
| Progressistes Federals                            | Progressistes Federals                            | 448       | 2,00                  | 0                     |
| Partit Demòcrata Espanyol                         | Partit Demòcrata Espanyol                         | 0         | 0.00                  | 0                     |
| Vots en blanc                                     | Vots en blanc                                     | 48.433    | 174,00                | n/a                   |
| Vots vàlids                                       | Vots vàlids                                       | 2.777.622 | 100,00                | 111                   |
| Vots nuls                                         | Vots nuls                                         | 10.873    | Participació: 62,58 % | Participació: 62,58 % |
| Votants                                           | Votants                                           | 2.788.495 | Participació: 62,58 % | Participació: 62,58 % |
| Electors                                          | Electors                                          | 4.455.706 | Participació: 62,58 % | Participació: 62,58 % |

## Diputats escollits
Relació de diputats proclamats electes:
| No. | Nom                                    | Llista | Llista |
| --- | -------------------------------------- | ------ | ------ |
| 1   | Esperanza Aguirre Gil de Biedma        |        | PP     |
| 2   | Rafael Simancas Simancas               |        | PSOE   |
| 3   | Miguel Ángel Villanueva González       |        | PP     |
| 4   | Matilde Fernández Sanz                 |        | PSOE   |
| 5   | Juan José Güemes Barrios               |        | PP     |
| 6   | Luis María López Guerra                |        | PSOE   |
| 7   | Concepción Dancausa Treviño            |        | PP     |
| 8   | Inés Alberdi Alonso                    |        | PSOE   |
| 9   | Beatriz Elorriaga Pisarik              |        | PP     |
| 10  | Fausto Fernández Díaz                  |        | IU-CM  |
| 11  | Alberto López Viejo                    |        | PP     |
| 12  | Pedro Feliciano Sabando Suárez         |        | PSOE   |
| 13  | Antonio Germán Beteta Barreda          |        | PP     |
| 14  | Ruth Porta Cantoni                     |        | PSOE   |
| 15  | Francisco José Granados Lerena         |        | PP     |
| 16  | Carlos Westendorp Cabeza               |        | PSOE   |
| 17  | Luis Eduardo Cortés Muñoz              |        | PP     |
| 18  | María Helena Almazán Vicario           |        | PSOE   |
| 19  | Rosa María Posada Chapado              |        | PP     |
| 20  | María Paloma Adrados Gautier           |        | PP     |
| 21  | Francisco Cabaco López                 |        | PSOE   |
| 22  | Eduardo Cuenca Cañizares               |        | IU-CM  |
| 23  | Luis Peral Guerra                      |        | PP     |
| 24  | María Encarnación Moya Nieto           |        | PSOE   |
| 25  | María Carmen Álvarez-Arenas Cisneros   |        | PP     |
| 26  | José Antonio Díaz Martínez             |        | PSOE   |
| 27  | José Ignacio Echániz Salgado           |        | PP     |
| 28  | María Soledad Mestre García            |        | PSOE   |
| 29  | Luis Manuel Partida Brunete            |        | PP     |
| 30  | María Gador Ongil Cores                |        | PP     |
| 31  | José Quintana Viar                     |        | PSOE   |
| 32  | José Ignacio Echeverría Echániz        |        | PP     |
| 33  | Miguel Ángel Reneses González Solares  |        | IU-CM  |
| 34  | José Manuel Franco Pardo               |        | PSOE   |
| 35  | Juan Van-Halen Acedo                   |        | PP     |
| 36  | Manuel Sánchez Cifuentes               |        | PSOE   |
| 37  | Fernando Martínez Vidal                |        | PP     |
| 38  | María Ángeles Martínez Herrando        |        | PSOE   |
| 39  | María Cristina Cifuentes Cuencas       |        | PP     |
| 40  | Juan Soler-Espiauba Gallo              |        | PP     |
| 41  | María Isabel Manzano Martínez          |        | PSOE   |
| 42  | Pedro Muñoz Abrines                    |        | PP     |
| 43  | José Carmelo Cepeda García             |        | PSOE   |
| 44  | María Caridad García Álvarez           |        | IU-CM  |
| 45  | Paloma Martín Martín                   |        | PP     |
| 46  | Antonio Chazarra Montiel               |        | PSOE   |
| 47  | Sylvia Enseñat de Carlos               |        | PP     |
| 48  | Ana María Arroyo Veneroso              |        | PSOE   |
| 49  | Luis del Olmo Flórez                   |        | PP     |
| 50  | Regino García-Badell Arias             |        | PP     |
| 51  | Modesto Nolla Estrada                  |        | PSOE   |
| 52  | José María Federico Corral             |        | PP     |
| 53  | Francisco Hernández Ballesteros        |        | PSOE   |
| 54  | María Isabel Martínez-Cubells Yraola   |        | PP     |
| 55  | Margarita María Ferré Luparia          |        | IU-CM  |
| 56  | Lucila María Corral Ruiz               |        | PSOE   |
| 57  | Álvaro Ramón Renedo Sedano             |        | PP     |
| 58  | Francisco Contreras Lorenzo            |        | PSOE   |
| 59  | Elena de Utrilla Palombi               |        | PP     |
| 60  | Francisco Javier Rodríguez Rodríguez   |        | PP     |
| 61  | Jorge Gómez Moreno                     |        | PSOE   |
| 62  | Jesús Fermosel Díaz                    |        | PP     |
| 63  | María Patrocinio Las Heras Pinilla     |        | PSOE   |
| 64  | David Pérez García                     |        | PP     |
| 65  | Francisco Javier Gómez Gómez           |        | PSOE   |
| 66  | Benjamín Martín Vasco                  |        | PP     |
| 67  | Jorge García Castaño                   |        | IU-CM  |
| 68  | Óscar José Monterrubio Rodríguez       |        | PSOE   |
| 69  | María Carmen Rodríguez Flores          |        | PP     |
| 70  | Álvaro Moraga Valiente                 |        | PP     |
| 71  | Carmen García Rojas                    |        | PSOE   |
| 72  | Isabel Gema González González          |        | PP     |
| 73  | Andrés Rojo Cubero                     |        | PSOE   |
| 74  | Concepción Lostau Martínez             |        | PP     |
| 75  | Alicia Acebes Carabaño                 |        | PSOE   |
| 76  | Francisco de Borja Sarasola Jáudenes   |        | PP     |
| 77  | Eduardo Sánchez Gatell                 |        | PSOE   |
| 78  | Luis Suárez Machota                    |        | IU-CM  |
| 79  | Pilar Busó Borús                       |        | PP     |
| 80  | Laura de Esteban Martín                |        | PP     |
| 81  | Rafael Gómez Montoya                   |        | PSOE   |
| 82  | Eduardo Oficialdegui Alonso de Celada  |        | PP     |
| 83  | María Paz Martín Lozano                |        | PSOE   |
| 84  | Sonsoles Trinidad Aboín Aboín          |        | PP     |
| 85  | Marcos Sanz Agüero                     |        | PSOE   |
| 86  | Colomán Trabado Pérez                  |        | PP     |
| 87  | Antonio Fernández Gordillo             |        | PSOE   |
| 88  | Jesús Adriano Valverde Bocanegra       |        | PP     |
| 89  | José Guillermo Fernando Marín Calvo    |        | IU-CM  |
| 90  | María Maravillas Martínez Doncel       |        | PSOE   |
| 91  | María Isabel Redondo Alcaide           |        | PP     |
| 92  | Pablo Morillo Casals                   |        | PP     |
| 93  | Alejandro Fernández Martín             |        | PSOE   |
| 94  | María Pilar Liébana Montijano          |        | PP     |
| 95  | Juan Antonio Ruiz Castillo             |        | PSOE   |
| 96  | Carlos Clemente Aguado                 |        | PP     |
| 97  | Adolfo Navarro Muñoz                   |        | PSOE   |
| 98  | Oliva Cristina García Robredo          |        | PP     |
| 99  | Enrique Echegoyen Vera                 |        | PSOE   |
| 100 | Jacobo Ramón Beltrán Pedreira          |        | PP     |
| 101 | María de los Reyes Montiel Mesa        |        | IU-CM  |
| 102 | Federico Jiménez de Parga Maseda       |        | PP     |
| 103 | María Dolores Rodríguez Gabucio        |        | PSOE   |
| 104 | Francisco de Borja Carabante Muntada   |        | PP     |
| 105 | Adolfo Piñedo Simal                    |        | PSOE   |
| 106 | José Cabrera Orellana                  |        | PP     |
| 107 | María Antonia García Fernández         |        | PSOE   |
| 108 | Pablo Abejas Juárez                    |        | PP     |
| 109 | Francisco Garrido Hernández            |        | PSOE   |
| 110 | Juan José García Ferrer                |        | PP     |
| 111 | María Teresa Cristina Calatayud Prieto |        | PP     |